# Maseru
Maseru je glavno mesto kraljevine Lesoto in s približno 180.000 prebivalci (po uradnih podatkih iz leta 2011) največje mesto ter edino večje urbano središče te državice na jugu Afrike. Je tudi glavno mesto istoimenskega okrožja v upravni delitvi Lesota. Stoji na planoti sredi rodovitnega kmetijskega območja na skrajnem zahodu države, na bregu reke Caledon, ki je mejna reka z Republiko Južno Afriko. Njegovo ime v domorodnem jeziku Sesotho pomeni »kraj rdečega peščenjaka«.
Gospodarstvo je slabo razvito, saj je Lesoto revna država, v veliki meri odvisna od Južne Afrike, v Maseruju pa se nahaja večina industrijskih obratov. Prevladujeta tekstilna in prehrambena industrija. Kraj ima železniško povezavo na južnoafriško železniško omrežje, s preostankom Lesota pa ga povezujejo ceste in manjše letališče. Že desetletja doživlja hiter prirast prebivalstva zaradi ljudi, ki v urbanem okolju iščejo boljše možnosti preživetja kot na podeželju, pri čemer prevladujejo ženske, saj se številni moški namesto tega izselijo na delo v Južno Afriko. Sredi 1990. let je več kot četrtina prebivalcev živela pod mejo revščine v barakarskih naseljih.